# Mene de Mauroa (paroisse civile)
Pour les articles homonymes, voir Mauroa.
Mene de Mauroa est l'une des trois paroisses civiles de la municipalité de Mauroa dans l'État de Falcón au Venezuela. Sa capitale est Mene de Mauroa, chef-lieu de la municipalité.

## Géographie

### Hydrographie
La paroisse civile abrite une grande partie du réservoir de Matícora sur le río Matícora.

### Démographie
Hormis sa capitale Mene de Mauroa, également chef-lieu de la municipalité, la paroisse civile abrite plusieurs localités dont :
- El Lamedero
- La Ceiba
- La Primagoza
- La Puerta
- Mene de Mauroa